# Sadra

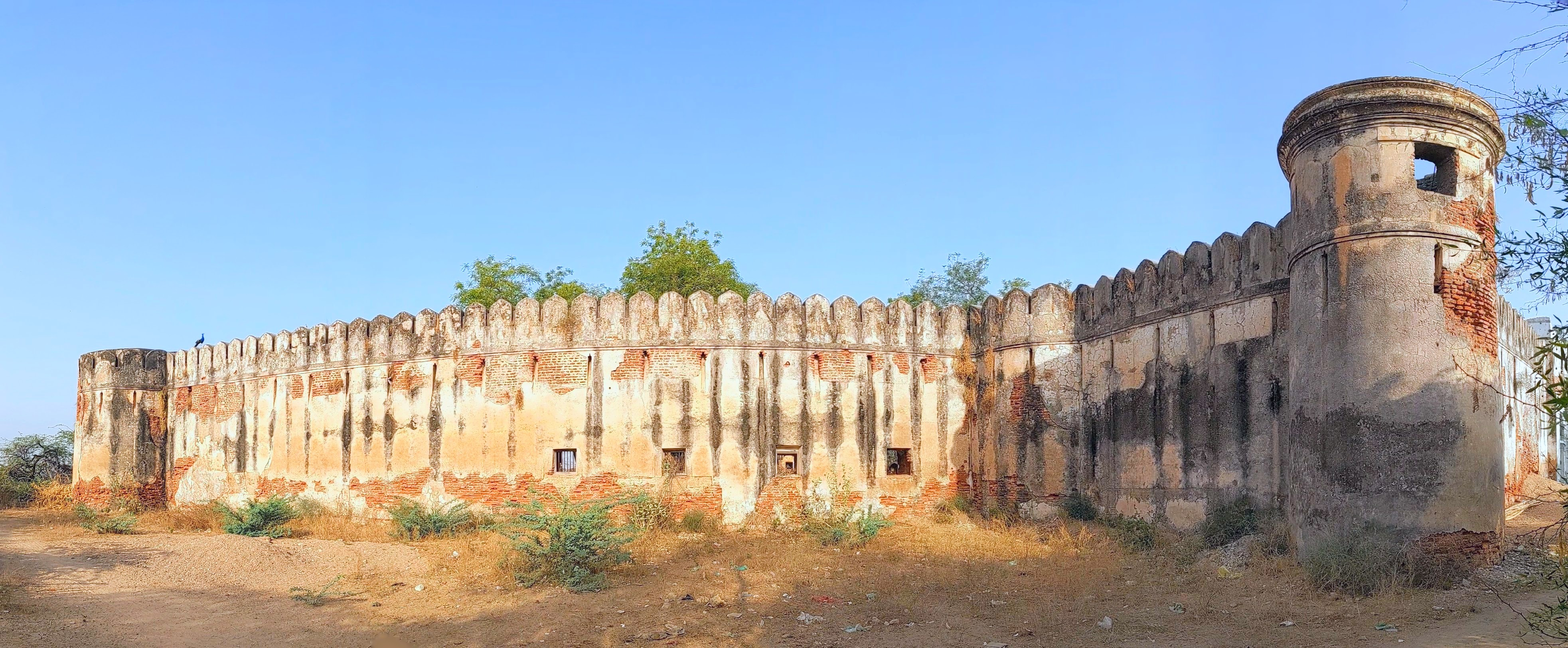
Sadra Fort

Sadra és una ciutat del Gujarat a la riba del riu Sabarmati a uns 40 km al nord d'Ahmedabad, que fou capital de l'agència de Mahi Kantha (a la presidència de Bombai). El 1901 tenia 1.683 habitants.
La ciutat inclou un petit fort construït pel soldà Ahmad I (1411-1443), que també va construir la fortalesa d'Ahmadnagar. El coronel Ballantyne, el primer agent polític de Mahi Kantha, va construir un bungalou al costat del fort i prop del riu que fou la seu dels agents polítics, però el 1887 es va construir una nova residència a la part sud. Encara que l'agent tenia plena jurisdicció a la ciutat, fora d'ella l'autoritat era dels sobirans de Vasna.